# Plan Piloto de Brasilia
El Plan Piloto de Brasilia, en el Distrito Federal, es un plan urbano que fue proyectado por Lúcio Costa, ganador del concurso, en 1957, para el proyecto urbanístico de la Nueva Capital (Nova Capital). Su forma estuvo inspirada en la señal de la cruz. El formato del área es popularmente comparado con el de un avión. Lucio Costa, entretanto, defendió la tesis de que la capital federal pudiera ser comparada con una mariposa, rechazando la comparación anterior.
El proyecto consistió básicamente en el Eje Vial (o "Ejón") en sentido norte-sur, y el Eje Monumental en sentido oriente-occidente. La creación arquitectónica de los monumentos centrales fue designada a Oscar Niemeyer. El Eje Vial está formado por las alas Sur y Norte y por la parte central, donde las alas se encuentran sobre la Red Vial del Plan Piloto. Las alas son áreas compuestas básicamente por las super cuadras residenciales, cuadras comerciales y entre cuadras de ocio y diversión (donde hay también escuelas e iglesias). El Eje Monumental está compuesto por la Explanada de los Ministerios y por la Plaza de los Tres Poderes, al oriente; la red vial, los sectores de autarquías, sectores comerciales, sectores de diversión y sectores hoteleros en posición céntrica; la torre de televisión, el Sector Deportivo (hoy denominado Complejo Polideportivo Ayrton Senna, donde están el gimnasio Nilson Nelson, el estadio Mané Garrincha y el Autódromo Nelson Piquet) y la plaza de Buriti, al occidente. La sede del gobierno del Distrito Federal, localizada en la plaza de Buriti, debió haber transferido sus funciones administrativas del Palacio de Buriti a la región administrativa de Taguatinga en 2010, lo que no ocurrió.
El nombre Plan Piloto, originalmente atribuido al proyecto urbanístico de la ciudad, pasó a designar toda el área construida en consecuencia del plano inicial. No existe, sin embargo, un consenso sobre lo que sería el "Plan Piloto" hoy, así como sobre la definición de Brasilia en sí. Plan Piloto fue el nombre de la Región Administrativa I. Hoy el Plan Piloto, junto al Parque Nacional de Brasilia, constituye la llamada Región Administrativa I, denominada actualmente de Brasilia.
Según el decreto 10.829/87, los límites del Plan Piloto están definidos por el lago Paranoá al oriente, el córrego Vicente Pires al Sur, la Estrada Parque Indústria e Abastecimento (EPIA) al occidente, y por el córrego Bananal al norte. De esa forma, abarca áreas de las regiones administrativas de Cruzeiro, del Sudoccidente/Octogonal y de Candangolândia.